# Gaianes
Gaianes è un comune spagnolo situato nella comunità autonoma Valenciana.